# Heinrich Gottlob Lang
Heinrich Gottlob Lang (* 25. Januar 1739 in Dresden; † 30. August 1809 in Augsburg) war ein deutscher Entomologe, Kunsthandwerker und Naturaliensammler.

## Leben
Heinrich Gottlob Lang war ein Sohn des Dresdner Schuhmachers Johann Christian Lang. Nach seiner Lehre als Steinschneider beim Stein- und Wappenschneider Christoph Abraham Stephani (~1707–1764) in Dresden wirkte er ab 1760 in Augsburg, vertiefte seine Ausbildung in Regensburg und machte sich 1764 in Augsburg sesshaft.
Er erfasste systematisch die Schmetterlingsfauna der Augsburger Umgebung, schrieb diese unter Nutzung der Bibliothek des Bankiers Joseph Paul von Cobres nieder und gab hierüber 1782 ein 60 Seiten umfassendes Verzeichnis heraus, in dem er bereits 484 Arten aufführt. Sein zweites Schmetterlings-Verzeichnis mit mehr als 500 Arten erschien 1789, wurde nach dem von Michael Denis und Johann Ignaz Schiffermüller 1775/1776 angelegten Schema angelegt und umfasst 226 Seiten.
Heinrich Gottlob Lang ist Erstbeschreiber vom Baldrian-Scheckenfalter oder Silberscheckenfalter Melitaea diamina (Lang, 1789), einem Schmetterling (Tagfalter) aus der Familie der Edelfalter (Nymphalidae).
Seine Naturaliensammlung bestand unter anderem aus einer prächtigen Mineraliensammlung, einer Menge selbst ausgestopfter Vögel und drei großen Wandkästen mit seiner Schmetterlingssammlung, die er dem Entomologen und Kupferstecher Jacob Hübner zur weiteren Bearbeitung zur Verfügung stellte. 
Er war in erster Ehe ab 1768 mit Rosina Elisabeth Müller und nach deren Tod ab 1775 in zweiter Ehe mit Anna Magdalena Seyfert verheiratet und hatte aus beiden Ehen 11 Kinder, wovon vier unmittelbar oder bald nach der Geburt verstarben. Der Augsburger Steinschneider Johann Jakob Lang (1773–1819) war sein Sohn.

## Schriften (Auswahl)
- Heinrich Gottl. Lang’s Verzeichniss seiner Schmetterlinge, meistens in den Gegenden um Augsburg gesammelt, und in drei Tafeln eingetheilet: mit den Linneischen, auch deutschen und französischen Namen, und Anführung derjenigen Werke, worin sie mit Farben abgebildet sind, bei Eberhard Kletts sel. Wittib und Franck, Augsburg 1782  (Digitalisat)
- Heinrich Gottlob Langs Verzeichniss seiner Schmetterlinge, in den Gegenden um Augsburg gesammelt, und nach dem Wiener systematischen Verzeichnis eingetheilt, mit den Linneischen, auch deutschen und französischen Namen, und Anführung derjenigen Werke, worinn sie mit Farben abgebildet sind. Zweyte, verbesserte und stark vermehrte Auflage, bey Eberhard Kletts sel. Wittwe und Franck, Augsburg 1789 (biodiversitylibrary.org)